# Carya myristiciformis
Carya myristiciformis är en valnötsväxtart som först beskrevs av Michx. f., och fick sitt nu gällande namn av Thomas Nuttall. Carya myristiciformis ingår i släktet hickory, och familjen valnötsväxter. Inga underarter finns listade i Catalogue of Life.
Arten är ett lövfällande träd som når en höjd av 35 meter. Stammens diameter i brösthöjd är maximal 70 cm. Barken är uppdelad i strimmor eller skivor och har en grå till rödbrun färg. De smala kvistarna bär inga håriga utskott. Sedan följer en förgrening med 7 till 9 blad som är ovala och 3 till 17 cm långa. Bladen är gröna med bronse nyanser. Blommor av hankön liknar videhängen och de är upp till 6 cm långa. Nötterna är 2 till 3 cm långa och ungefär 2 cm breda. De liknar nöt av muskotsläktet (Myristica) vad som återspeglas i det vetenskapliga namnet.
Utbredningsområdet ligger i sydöstra USA och i östra Mexiko. Arten når i norr Oklahoma och North Carolina. Den växer i låglandet och i kulliga regioner upp till 500 meter över havet. Trädet hittas i skogar och i buskskogar. Det bildar vanligen grupper med andra träd av hickorysläktet, med vitask, med Quercus shumardii och med Nyssa sylvatica.
I Mexiko hotas beståndet av skogarnas omvandling till jordbruksmark och av bränder. Hela populationen bedöms som stabil. IUCN listar arten som livskraftig (LC).